# Hippolyte Le Bas

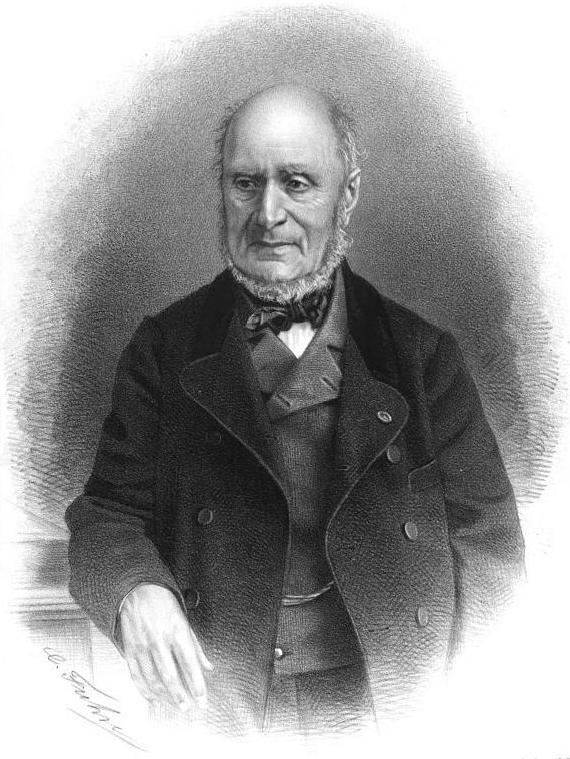
Hippolyte Le Bas.

Louis-Hippolyte Le Bas, född 31 mars 1782, död 12 juni 1867, var en fransk arkitekt.
Lebas studerade bland annat för Charles Percier. Lebas främsta verk är kyrkan Notre-Dame-de-Lorette i Paris, uppförd 1823–1826. Kyrkan är av basilikatyp med en klassisk portik med kolonner i korintisk ordning. Han ritade också fängelset La Petite Roquette i Paris, vilket nu är rivet.
Bland Lebas elever fanns Charles Garnier och Henri Labrouste, men även svenskarna Axel Fredrik Nyström och Fredrik Wilhelm Scholander.<refref>
En gata i Paris 9:e arrondissement är uppkallad efter Lebas.